# Drax (Yorkshire du Nord)
Pour les articles homonymes, voir Drax.
Drax est un village et une paroisse civile du Yorkshire du Nord, en Angleterre.